# Circuit Het Nieuwsblad 2016
Pour la course féminine, voir Circuit Het Nieuwsblad féminin 2016.
La 71e édition du Circuit Het Nieuwsblad a eu lieu le 27 février 2016. La course fait partie du calendrier UCI Europe Tour 2016 en catégorie 1.HC.
L'épreuve a été remportée lors d'un sprint de quatre coureurs par le Belge Greg Van Avermaet (BMC Racing) respectivement devant le Slovaque Peter Sagan (Tinkoff) et son compatriote Tiesj Benoot (Lotto-Soudal).

## Présentation
La course marque le début de la saison des classiques flandriennes.

### Parcours
L'arrivée et le départ sont situés à Gand sur une distance de 200,8 km.
Treize monts sont au programme de cette édition, dont certains recouverts de pavés :
| Mont | Nom             | Km    | Revêtement     | Longueur (m) | Pente moyenne | Pente maxi | Km de l'arrivée |
| ---- | --------------- | ----- | -------------- | ------------ | ------------- | ---------- | --------------- |
| 1    | Leberg          | 59,2  | asphalte       | 950          | 4,2 %         | 13,8 %     | 141,6           |
| 2    | Berendries      | 63,3  | asphalte       | 940          | 7 %           | 12,3 %     | 137,5           |
| 3    | Tenbosse        | 68,2  | asphalte       | 450          | 6,9 %         | 8,7 %      | 132,6           |
| 4    | Eikenmolen (nl) | 73,7  | asphalte       | 610          | 5,9 %         | 12,5 %     | 127,1           |
| 5    | Mur de Grammont | 85,6  | pavés          | 1 075        | 9,3 %         | 19,8 %     | 115,2           |
| 6    | Valkenberg      | 103,3 | asphalte       | 540          | 8,1 %         | 12,8 %     | 97,5            |
| 7    | Kaperij (nl)    | 121,9 | asphalte       | 1 000        | 5,5 %         | 9 %        | 78,9            |
| 8    | Kruisberg       | 133,8 | asphalte/pavés | 1 800        | 4,8 %         | 9 %        | 67              |
| 9    | Taaienberg      | 143,4 | pavés          | 530          | 6,6 %         | 15,8 %     | 57,4            |
| 10   | Eikenberg       | 148,8 | pavés          | 1 200        | 5,2 %         | 10 %       | 52              |
| 11   | Wolvenberg      | 151,9 | asphalte       | 645          | 7,9 %         | 17,3 %     | 48,9            |
| 12   | Leberg          | 162,3 | asphalte       | 950          | 4,2 %         | 13,8 %     | 38,5            |
| 13   | Boembeke        | 168,2 | asphalte       |              |               |            | 32,6            |

En plus des traditionnels monts, il y a dix secteurs pavés répartis sur 123,8 km dont sept, soit environ 10,5 km, dans les 50 km finals :
| Secteur | Nom                   | Km    | Longueur (m) | Km de l'arrivée |
| ------- | --------------------- | ----- | ------------ | --------------- |
| 1       | Haaghoek (nl)         | 56,2  | 2 000        | 144,6           |
| 2       | Haaghoek (nl)         | 112,1 | 2 000        | 88,7            |
| 3       | Donderij (nl)         | 138,5 | 800          | 62,3            |
| 4       | Ruitersstraat (nl)    | 152   | 800          | 48,8            |
| 5       | Karel Martelstraat    | 153,3 | 1 300        | 47,5            |
| 6       | Holleweg (nl)         | 154,7 | 350          | 46,1            |
| 7       | Haaghoek (nl)         | 159,3 | 2 000        | 41,5            |
| 8       | Paddestraat           | 170,3 | 2 300        | 30,5            |
| 9       | Lippenhovestraat (nl) | 173   | 1 300        | 27,8            |
| 10      | Lange Munte (nl)      | 180   | 2 500        | 20,8            |

À ces derniers s'ajoutent quatre autres secteurs pavés non répertoriés tels que Hof te Fiennestraat (300 m), Etikhoveplein (300 m), Gieterijstraat (nl) (200 m) et De La Kethulleplein (50 m).

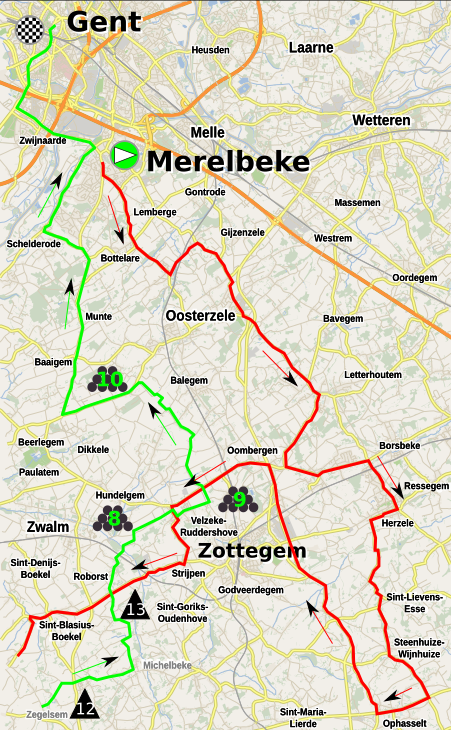
Partie nord de la course :   - Début du parcours - Final
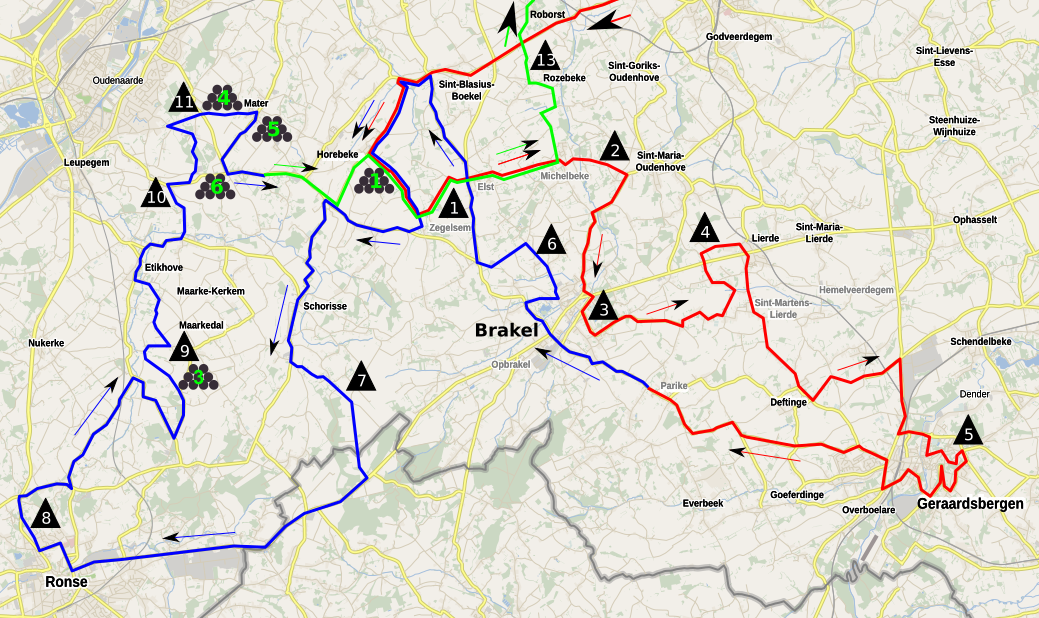
Partie sud de la course :   - Début du parcours
  - Partie intermédiaire du parcours
  - Final

### Équipes
Classé en catégorie 1.HC de l'UCI Europe Tour, le Circuit Het Nieuwsblad est par conséquent ouvert aux WorldTeams dans la limite de 70 % des équipes participantes, aux équipes continentales professionnelles, aux équipes continentales belges, aux équipes continentales étrangères dans la limite de deux, et à une équipe nationale belge.
Vingt-cinq équipes participent à ce Circuit Het Nieuwsblad - douze WorldTeams, douze équipes continentales professionnelles et une équipe continentale :
| WorldTeams (12)- AG2R La Mondiale - BMC Racing Team - Etixx-Quick Step - FDJ - IAM Cycling - Katusha - Lotto NL-Jumbo - Lotto-Soudal - Orica-GreenEDGE - Sky - Tinkoff - Trek-Segafredo Équipes continentales professionnelles (12)- Bora-Argon 18 - CCC Sprandi Polkowice - Cofidis, Solutions Crédits - Direct Énergie - Fortuneo-Vital Concept - Nippo-Vini Fantini - ONE Pro Cycling - Roompot-Oranje Peloton - Stölting Service Group - Southeast-Venezuela - Topsport Vlaanderen-Baloise - Wanty-Groupe Gobert Équipe continentale- Verandas Willems |
| |

### Favoris
Le Britannique Ian Stannard (Sky), vainqueur des deux précédentes éditions, n'est pas présent sur l'épreuve de cette année. Le Slovaque, champion du monde sur route, Peter Sagan (Tinkoff) est parmi les favoris pour l'emporter, avec les spécialistes des classiques comme le Norvégien Alexander Kristoff (Katusha), les Belges Tom Boonen (Etixx-Quick Step), Greg Van Avermaet et Philippe Gilbert (BMC Racing). les deux coureurs de l'équipe Etixx-Quick-Step, le Néerlandais Niki Terpstra et le Belge Stijn Vandenbergh , un autre Belge Tiesj Benoot (Lotto-Soudal) et le Français Arnaud Démare (FDJ) sont parmi les principaux outsiders. Le triple champion du monde du contre-la-montre l'Allemand Tony Martin (Etixx-Quick-Step) participe quant à lui pour la première fois à l'épreuve.

## Récit de la course

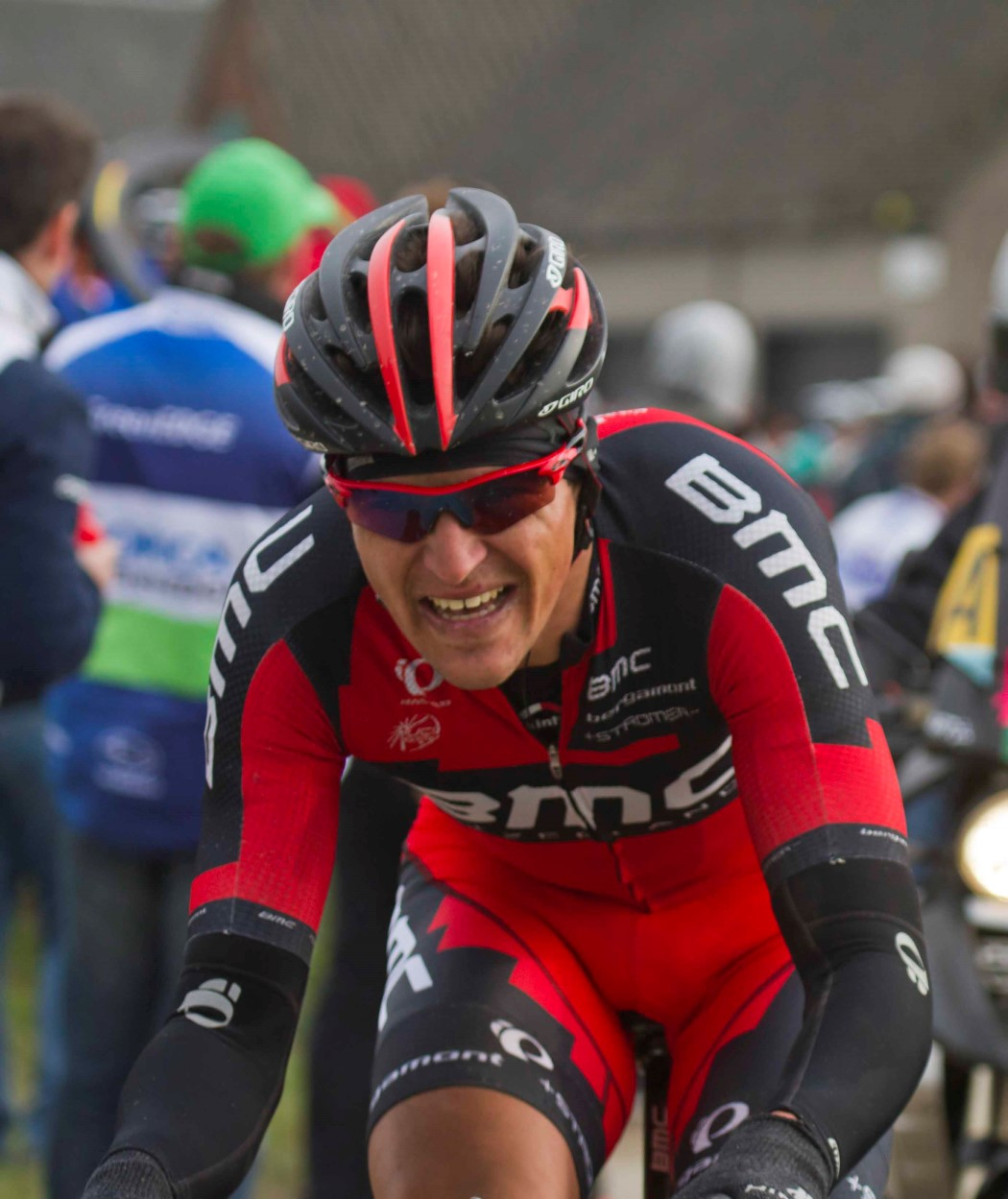
Le Belge Greg Van Avermaet (BMC Racing), ici en 2013, remporte sa première victoire de l'année en s'adjugeant ce Circuit Het Nieuwsblad.

Douze coureurs composent l'échappée matinale, puis les deux coureurs de l'équipe Verandas Willems le Belge Brecht Dhaene et le Néerlandais Kai Reus, les Français Julien Morice (Direct Énergie) et Alexis Gougeard (AG2R La Mondiale) s'extirpent de ce groupe. Derrière, les formations belge Etixx-Quick Step et russe Katusha gèrent l'écart et emmènent le peloton. Les Belges Greg Van Avermaet (BMC Racing) et Tiesj Benoot (Lotto-Soudal) ainsi que le Britannique Luke Rowe (Sky) attaquent et s'échappent sur le Taaienberg. Ils sont rejoints immédiatement par le Slovaque Peter Sagan (Tinkoff) dans la descente. Ces quatre coureurs rejoignent les échappées restants qu'ils parviennent à lâcher sur les dernières sections pavées, à l'exception d'Alexis Gougeard.
Malgré le rapprochement du peloton à Gand, le groupe de tête conserve assez d'avance pour se jouer la victoire. Lors du sprint final, Greg Van Avermaet lance sur une légère montée le sprint de loin et scelle sa première victoire de la saison. Peter Sagan est deuxième et Tiesj Benoot troisième. Le Belge Jens Debusschere (Lotto-Soudal) remporte le sprint pour la sixième place, neuf secondes derrière le vainqueur de l'épreuve.

## Classements

### Classement final
| \| Classement général \| Classement général \| Classement général \| Classement général \| Classement général \| \| Coureur \| Coureur \| Pays \| Équipe \| Temps \| \| ------------------ \| ------------------ \| ------------------ \| -------------------------- \| ------------------ \| \| 1er \| Greg Van Avermaet \| Belgique \| BMC Racing Team \| 4 h 54 min 12 s \| \| 2e \| Peter Sagan \| Slovaquie \| Tinkoff \| + 0 s \| \| 3e \| Tiesj Benoot \| Belgique \| Lotto-Soudal \| + 0 s \| \| 4e \| Luke Rowe \| Royaume-Uni \| Team Sky \| + 0 s \| \| 5e \| Alexis Gougeard \| France \| AG2R La Mondiale \| + 6 s \| \| 6e \| Jens Debusschere \| Belgique \| Lotto-Soudal \| + 9 s \| \| 7e \| Adrien Petit \| France \| Direct Énergie \| + 9 s \| \| 8e \| Edward Theuns \| Belgique \| Trek-Segafredo \| + 9 s \| \| 9e \| Jasper Stuyven \| Belgique \| Trek-Segafredo \| + 9 s \| \| 10e \| Matthieu Ladagnous \| France \| FDJ \| + 9 s \| \| 11e \| Tom Boonen \| Belgique \| Etixx-Quick Step \| + 9 s \| \| 12e \| Dimitri Claeys \| Belgique \| Wanty-Groupe Gobert \| + 9 s \| \| 13e \| Oliver Naesen \| Belgique \| IAM Cycling \| + 9 s \| \| 14e \| Tom Van Asbroeck \| Belgique \| LottoNL-Jumbo \| + 9 s \| \| 15e \| Salvatore Puccio \| Italie \| Team Sky \| + 9 s \| \| 16e \| Scott Thwaites \| Royaume-Uni \| Bora-Argon 18 \| + 9 s \| \| 17e \| Florian Sénéchal \| France \| Cofidis, Solutions Crédits \| + 9 s \| \| 18e \| Oscar Gatto \| Italie \| Tinkoff \| + 9 s \| \| 19e \| Marco Marcato \| Italie \| Wanty-Groupe Gobert \| + 9 s \| \| 20e \| Jürgen Roelandts \| Belgique \| Lotto-Soudal \| + 9 s \| |                    |             |                            |                 |
| |                    |             |                            |                 |
| Sources : ProCyclingStats Cycling Quotient Cycling Archives |                    |             |                            |                 |
| Classement général |                    |             |                            |                 |
| Coureur | Coureur            | Pays        | Équipe                     | Temps           |
| 1er | Greg Van Avermaet  | Belgique    | BMC Racing Team            | 4 h 54 min 12 s |
| 2e | Peter Sagan        | Slovaquie   | Tinkoff                    | + 0 s           |
| 3e | Tiesj Benoot       | Belgique    | Lotto-Soudal               | + 0 s           |
| 4e | Luke Rowe          | Royaume-Uni | Team Sky                   | + 0 s           |
| 5e | Alexis Gougeard    | France      | AG2R La Mondiale           | + 6 s           |
| 6e | Jens Debusschere   | Belgique    | Lotto-Soudal               | + 9 s           |
| 7e | Adrien Petit       | France      | Direct Énergie             | + 9 s           |
| 8e | Edward Theuns      | Belgique    | Trek-Segafredo             | + 9 s           |
| 9e | Jasper Stuyven     | Belgique    | Trek-Segafredo             | + 9 s           |
| 10e | Matthieu Ladagnous | France      | FDJ                        | + 9 s           |
| 11e | Tom Boonen         | Belgique    | Etixx-Quick Step           | + 9 s           |
| 12e | Dimitri Claeys     | Belgique    | Wanty-Groupe Gobert        | + 9 s           |
| 13e | Oliver Naesen      | Belgique    | IAM Cycling                | + 9 s           |
| 14e | Tom Van Asbroeck   | Belgique    | LottoNL-Jumbo              | + 9 s           |
| 15e | Salvatore Puccio   | Italie      | Team Sky                   | + 9 s           |
| 16e | Scott Thwaites     | Royaume-Uni | Bora-Argon 18              | + 9 s           |
| 17e | Florian Sénéchal   | France      | Cofidis, Solutions Crédits | + 9 s           |
| 18e | Oscar Gatto        | Italie      | Tinkoff                    | + 9 s           |
| 19e | Marco Marcato      | Italie      | Wanty-Groupe Gobert        | + 9 s           |
| 20e | Jürgen Roelandts   | Belgique    | Lotto-Soudal               | + 9 s           |

### UCI Europe Tour
Ce Circuit Het Nieuwsblad attribue des points pour l'UCI Europe Tour 2016, par équipes seulement aux coureurs des équipes continentales professionnelles et continentales, individuellement à tous les coureurs sauf ceux faisant partie d'une équipe ayant un label WorldTeam.
| Position           | 1er | 2e  | 3e  | 4e  | 5e | 6e | 7e | 8e | 9e | 10e | 11e | 12e | 13e | 14e | 15e | 16e à 30e | 31e à 40e |
| Classement général | 200 | 150 | 125 | 100 | 85 | 70 | 60 | 50 | 40 | 35  | 30  | 25  | 20  | 15  | 10  | 5         | 3         |

## Liste des participants
- Liste de départ complète

| Légende | Légende                                                                    | Légende | Légende                                                    |
| ------- | -------------------------------------------------------------------------- | ------- | ---------------------------------------------------------- |
| Num     | Dossard de départ porté par le coureur sur ce Circuit Het Nieuwsblad       | Pos     | Position à l'arrivée de la course                          |
|         | Indique un maillot de champion national ou mondial, suivi de sa spécialité | NP      | Indique un coureur qui n'a pas pris le départ de la course |
| AB      | Indique un coureur qui n'a pas terminé la course                           | HD      | Indique un coureur qui a terminé la course hors des délais |

| Tinkoff TNK                         | Tinkoff TNK               | Tinkoff TNK |
| ----------------------------------- | ------------------------- | ----------- |
| Num                                 | Coureur                   | Pos         |
| 1                                   | Peter Sagan (SVK) (Route) | 2e          |
| 2                                   | Daniele Bennati (ITA)     | 112e        |
| 3                                   | Adam Blythe (GBR)         | 68e         |
| 4                                   | Maciej Bodnar (POL)       | 59e         |
| 5                                   | Oscar Gatto (ITA)         | 18e         |
| 6                                   | Jay McCarthy (AUS)        | 53e         |
| 7                                   | Manuele Boaro (ITA)       | AB          |
| 8                                   | Nikolay Trusov (RUS)      | AB          |
| Directeur sportif : Lars Michaelsen |                           |             |

| Etixx-Quick Step EQS           | Etixx-Quick Step EQS        | Etixx-Quick Step EQS |
| ------------------------------ | --------------------------- | -------------------- |
| Num                            | Coureur                     | Pos                  |
| 11                             | Tom Boonen (BEL)            | 11e                  |
| 12                             | Iljo Keisse (BEL)           | AB                   |
| 13                             | Julien Vermote (BEL)        | 75e                  |
| 14                             | Nikolas Maes (BEL)          | 74e                  |
| 15                             | Tony Martin (GER)           | 92e                  |
| 16                             | Niki Terpstra (NED) (Route) | 30e                  |
| 17                             | Łukasz Wiśniowski (POL)     | 31e                  |
| 18                             | Stijn Vandenbergh (BEL)     | 38e                  |
| Directeur sportif : Tom Steels |                             |                      |

| Lotto-Soudal LTS                  | Lotto-Soudal LTS         | Lotto-Soudal LTS |
| --------------------------------- | ------------------------ | ---------------- |
| Num                               | Coureur                  | Pos              |
| 21                                | Tiesj Benoot (BEL)       | 3e               |
| 22                                | Stig Broeckx (BEL)       | 32e              |
| 23                                | Jens Debusschere (BEL)   | 6e               |
| 24                                | Sean De Bie (BEL)        | AB               |
| 25                                | Pim Ligthart (NED)       | 40e              |
| 26                                | Jürgen Roelandts (BEL)   | 20e              |
| 27                                | Tosh Van der Sande (BEL) | 25e              |
| 28                                | Jelle Wallays (BEL)      | 73e              |
| Directeur sportif : Herman Frison |                          |                  |

| AG2R La Mondiale ALM              | AG2R La Mondiale ALM     | AG2R La Mondiale ALM |
| --------------------------------- | ------------------------ | -------------------- |
| Num                               | Coureur                  | Pos                  |
| 31                                | Gediminas Bagdonas (LTU) | 132e                 |
| 32                                | Alexis Gougeard (FRA)    | 5e                   |
| 33                                | Hugo Houle (CAN)         | 107e                 |
| 34                                | Nico Denz (GER)          | AB                   |
| 35                                | Sébastien Minard (FRA)   | 24e                  |
| 36                                | Jesse Sergent (NZL)      | 63e                  |
| 37                                | Sébastien Turgot (FRA)   | 22e                  |
| 38                                | Damien Gaudin (FRA)      | AB                   |
| Directeur sportif : Julien Jurdie |                          |                      |

| BMC Racing BMC                    | BMC Racing BMC          | BMC Racing BMC |
| --------------------------------- | ----------------------- | -------------- |
| Num                               | Coureur                 | Pos            |
| 41                                | Jempy Drucker (LUX)     | AB             |
| 42                                | Floris Gerts (NED)      | AB             |
| 43                                | Philippe Gilbert (BEL)  | AB             |
| 44                                | Daniel Oss (ITA)        | 77e            |
| 45                                | Manuel Quinziato (ITA)  | 28e            |
| 46                                | Michael Schär (SUI)     | AB             |
| 47                                | Greg Van Avermaet (BEL) | 1er            |
| 48                                | Rick Zabel (GER)        | 42e            |
| Directeur sportif : Marco Pinotti |                         |                |

| FDJ                                  | FDJ                       | FDJ  |
| ------------------------------------ | ------------------------- | ---- |
| Num                                  | Coureur                   | Pos  |
| 51                                   | Mickaël Delage (FRA)      | 83e  |
| 52                                   | Arnaud Démare (FRA)       | 82e  |
| 53                                   | Yoann Offredo (FRA)       | 84e  |
| 54                                   | Ignatas Konovalovas (LTU) | 99e  |
| 55                                   | Matthieu Ladagnous (FRA)  | 10e  |
| 56                                   | Johan Le Bon (FRA)        | 86e  |
| 57                                   | Olivier Le Gac (FRA)      | 128e |
| 58                                   | Marc Sarreau (FRA)        | AB   |
| Directeur sportif : Frédéric Guesdon |                           |      |

| IAM                                  | IAM                               | IAM  |
| ------------------------------------ | --------------------------------- | ---- |
| Num                                  | Coureur                           | Pos  |
| 61                                   | Dries Devenyns (BEL)              | 35e  |
| 62                                   | Martin Elmiger (SUI)              | 51e  |
| 63                                   | Leigh Howard (AUS)                | 104e |
| 64                                   | Heinrich Haussler (AUS)           | 66e  |
| 65                                   | Reto Hollenstein (SUI)            | 60e  |
| 66                                   | Vegard Stake Laengen (NOR)        | 29e  |
| 67                                   | Oliver Naesen (BEL)               | 13e  |
| 68                                   | Aleksejs Saramotins (LAT) (Route) | 54e  |
| Directeur sportif : Thierry Marichal |                                   |      |

| Orica-GreenEDGE OGE                 | Orica-GreenEDGE OGE           | Orica-GreenEDGE OGE |
| ----------------------------------- | ----------------------------- | ------------------- |
| Num                                 | Coureur                       | Pos                 |
| 71                                  | Sam Bewley (NZL)              | 129e                |
| 72                                  | Mitchell Docker (AUS)         | 133e                |
| 73                                  | Luke Durbridge (AUS)          | 116e                |
| 74                                  | Alexander Edmondson (AUS)     | AB                  |
| 75                                  | Mathew Hayman (AUS)           | AB                  |
| 76                                  | Christopher Juul Jensen (DEN) | 126e                |
| 77                                  | Jens Keukeleire (BEL)         | 79e                 |
| 78                                  | Magnus Cort Nielsen (DEN)     | 69e                 |
| Directeur sportif : Laurenzo Lapage |                               |                     |

| Katusha KAT                         | Katusha KAT                | Katusha KAT |
| ----------------------------------- | -------------------------- | ----------- |
| Num                                 | Coureur                    | Pos         |
| 81                                  | Sven Erik Bystrøm (NOR)    | 124e        |
| 82                                  | Marco Haller (AUT) (Route) | 78e         |
| 83                                  | Vladimir Isaychev (RUS)    | 125e        |
| 84                                  | Alexander Kristoff (NOR)   | 101e        |
| 85                                  | Nils Politt (GER)          | 100e        |
| 86                                  | Sergueï Lagoutine (RUS)    | 110e        |
| 87                                  | Michael Mørkøv (DEN)       | 109e        |
| 88                                  | Alexey Tsatevitch (RUS)    | 46e         |
| Directeur sportif : Torsten Schmidt |                            |             |

| Lotto NL-Jumbo TLJ                | Lotto NL-Jumbo TLJ      | Lotto NL-Jumbo TLJ |
| --------------------------------- | ----------------------- | ------------------ |
| Num                               | Coureur                 | Pos                |
| 91                                | Moreno Hofland (NED)    | AB                 |
| 92                                | Timo Roosen (NED)       | 93e                |
| 93                                | Bram Tankink (NED)      | 70e                |
| 94                                | Mike Teunissen (NED)    | 33e                |
| 95                                | Tom Van Asbroeck (BEL)  | 14e                |
| 96                                | Dennis van Winden (NED) | AB                 |
| 97                                | Robert Wagner (GER)     | 61e                |
| 98                                | Maarten Wynants (BEL)   | 21e                |
| Directeur sportif : Frans Maassen |                         |                    |

| Sky SKY                            | Sky SKY                | Sky SKY |
| ---------------------------------- | ---------------------- | ------- |
| Num                                | Coureur                | Pos     |
| 101                                | Andrew Fenn (GBR)      | 67e     |
| 102                                | Michał Gołaś (POL)     | AB      |
| 103                                | Christian Knees (GER)  | 56e     |
| 104                                | Gianni Moscon (ITA)    | 23e     |
| 105                                | Salvatore Puccio (ITA) | 15e     |
| 106                                | Luke Rowe (GBR)        | 4e      |
| 107                                | Alex Peters (GBR)      | AB      |
| 108                                | Elia Viviani (ITA)     | AB      |
| Directeur sportif : Servais Knaven |                        |         |

| Trek-Segafredo TFS             | Trek-Segafredo TFS      | Trek-Segafredo TFS |
| ------------------------------ | ----------------------- | ------------------ |
| Num                            | Coureur                 | Pos                |
| 111                            | Marco Coledan (ITA)     | AB                 |
| 112                            | Niccolò Bonifazio (ITA) | AB                 |
| 113                            | Markel Irizar (ESP)     | 62e                |
| 114                            | Giacomo Nizzolo (ITA)   | AB                 |
| 115                            | Grégory Rast (SUI)      | 64e                |
| 116                            | Jasper Stuyven (BEL)    | 9e                 |
| 117                            | Edward Theuns (BEL)     | 8e                 |
| 118                            | Boy van Poppel (NED)    | 80e                |
| Directeur sportif : Dirk Demol |                         |                    |

| Bora-Argon 18 BOA                 | Bora-Argon 18 BOA         | Bora-Argon 18 BOA |
| --------------------------------- | ------------------------- | ----------------- |
| Num                               | Coureur                   | Pos               |
| 121                               | Shane Archbold (NZL)      | AB                |
| 122                               | Zakkari Dempster (AUS)    | 111e              |
| 123                               | Ralf Matzka (GER)         | AB                |
| 124                               | Christoph Pfingsten (GER) | 118e              |
| 125                               | Lukas Pöstlberger (AUT)   | 95e               |
| 126                               | Phil Bauhaus (GER)        | AB                |
| 127                               | Michael Schwarzmann (GER) | AB                |
| 128                               | Scott Thwaites (GBR)      | 16e               |
| Directeur sportif : André Schulze |                           |                   |

| CCC Sprandi Polkowice CCC              | CCC Sprandi Polkowice CCC | CCC Sprandi Polkowice CCC |
| -------------------------------------- | ------------------------- | ------------------------- |
| Num                                    | Coureur                   | Pos                       |
| 131                                    | Josef Černý (CZE)         | AB                        |
| 132                                    | Tomasz Kiendyś (POL)      | 121e                      |
| 133                                    | Adrian Kurek (POL)        | AB                        |
| 134                                    | Eryk Latoń (POL)          | AB                        |
| 135                                    | Jarosław Marycz (POL)     | AB                        |
| 136                                    | Bartłomiej Matysiak (POL) | 89e                       |
| 137                                    | Grzegorz Stępniak (POL)   | AB                        |
| 138                                    | Maciej Paterski (POL)     | 122e                      |
| Directeur sportif : Gabriele Missaglia |                           |                           |

| Cofidis COF                      | Cofidis COF               | Cofidis COF |
| -------------------------------- | ------------------------- | ----------- |
| Num                              | Coureur                   | Pos         |
| 141                              | Borut Božič (SLO)         | AB          |
| 142                              | Jérôme Cousin (FRA)       | 103e        |
| 143                              | Gert Jõeäär (EST) (Route) | AB          |
| 144                              | Christophe Laporte (FRA)  | 91e         |
| 145                              | Cyril Lemoine (FRA)       | 85e         |
| 146                              | Florian Sénéchal (FRA)    | 17e         |
| 147                              | Hugo Hofstetter (FRA)     | 142e        |
| 148                              | Kenneth Vanbilsen (BEL)   | AB          |
| Directeur sportif : Yvon Sanquer |                           |             |

| Direct Énergie DEN                    | Direct Énergie DEN     | Direct Énergie DEN |
| ------------------------------------- | ---------------------- | ------------------ |
| Num                                   | Coureur                | Pos                |
| 151                                   | Ryan Anderson (CAN)    | 90e                |
| 152                                   | Romain Cardis (FRA)    | AB                 |
| 153                                   | Sylvain Chavanel (FRA) | 34e                |
| 154                                   | Antoine Duchesne (CAN) | 37e                |
| 155                                   | Tony Hurel (FRA)       | 127e               |
| 156                                   | Julien Morice (FRA)    | 36e                |
| 157                                   | Adrien Petit (FRA)     | 7e                 |
| 158                                   | Alexandre Pichot (FRA) | 45e                |
| Directeur sportif : Dominique Arnould |                        |                    |

| Fortuneo-Vital Concept FVC            | Fortuneo-Vital Concept FVC  | Fortuneo-Vital Concept FVC |
| ------------------------------------- | --------------------------- | -------------------------- |
| Num                                   | Coureur                     | Pos                        |
| 161                                   | Franck Bonnamour (FRA)      | 120e                       |
| 162                                   | Vegard Breen (NOR)          | 123e                       |
| 163                                   | Yauheni Hutarovich (BLR)    | AB                         |
| 164                                   | Benoît Jarrier (FRA)        | AB                         |
| 165                                   | Daniel McLay (GBR)          | 97e                        |
| 166                                   | Pierre-Luc Périchon (FRA)   | 81e                        |
| 167                                   | Steven Tronet (FRA) (Route) | 138e                       |
| 168                                   | Florian Vachon (FRA)        | 27e                        |
| Directeur sportif : Sébastien Hinault |                             |                            |

| Nippo-Vini Fantini NIP            | Nippo-Vini Fantini NIP     | Nippo-Vini Fantini NIP |
| --------------------------------- | -------------------------- | ---------------------- |
| Num                               | Coureur                    | Pos                    |
| 171                               |                            |                        |
| 172                               | Iuri Filosi (ITA)          | AB                     |
| 173                               | Eduard-Michael Grosu (ROU) | 106e                   |
| 174                               | Yūma Koishi (JPN)          | AB                     |
| 175                               | Pierpaolo De Negri (ITA)   | 139e                   |
| 176                               | Nicolas Marini (ITA)       | AB                     |
| 177                               | Riccardo Stacchiotti (ITA) | 98e                    |
| 178                               | Antonio Viola (ITA)        | AB                     |
| Directeur sportif : Mario Manzoni |                            |                        |

| ONE                                 | ONE                      | ONE  |
| ----------------------------------- | ------------------------ | ---- |
| Num                                 | Coureur                  | Pos  |
| 181                                 | Yanto Barker (GBR)       | 137e |
| 182                                 | Marcin Białobłocki (POL) | 136e |
| 183                                 | Kristian House (GBR)     | 105e |
| 184                                 | Joshua Hunt (GBR)        | AB   |
| 185                                 | Sebastian Lander (DEN)   | 131e |
| 186                                 | Martin Mortensen (DEN)   | AB   |
| 187                                 | Steele Von Hoff (AUS)    | 134e |
| 188                                 | Peter Williams (GBR)     | 119e |
| Directeur sportif : Matthew Winston |                          |      |

| Roompot-Oranje Peloton ROP            | Roompot-Oranje Peloton ROP | Roompot-Oranje Peloton ROP |
| ------------------------------------- | -------------------------- | -------------------------- |
| Num                                   | Coureur                    | Pos                        |
| 191                                   | Jesper Asselman (NED)      | AB                         |
| 192                                   | Berden de Vries (NED)      | AB                         |
| 193                                   | Tim Kerkhof (NED)          | AB                         |
| 194                                   | Michel Kreder (NED)        | AB                         |
| 195                                   | Wesley Kreder (NED)        | AB                         |
| 196                                   | Ivar Slik (NED)            | AB                         |
| 197                                   | Sjoerd van Ginneken (NED)  | 47e                        |
| 198                                   | Brian van Goethem (NED)    | 88e                        |
| Directeur sportif : Michel Cornelisse |                            |                            |

| Southeast-Venezuela STH           | Southeast-Venezuela STH | Southeast-Venezuela STH |
| --------------------------------- | ----------------------- | ----------------------- |
| Num                               | Coureur                 | Pos                     |
| 201                               | Manuel Belletti (ITA)   | 55e                     |
| 202                               | Matteo Busato (ITA)     | 102e                    |
| 203                               | Andrea Fedi (ITA)       | 113e                    |
| 204                               | Filippo Pozzato (ITA)   | 57e                     |
| 205                               | Enrique Sanz (ESP)      | AB                      |
| 206                               | Mirko Tedeschi (ITA)    | 140e                    |
| 207                               | Mirko Trosino (ITA)     | AB                      |
| 208                               | Eugert Zhupa (ALB)      | AB                      |
| Directeur sportif : Serge Parsani |                         |                         |

| Stölting Service Group SSG         | Stölting Service Group SSG      | Stölting Service Group SSG |
| ---------------------------------- | ------------------------------- | -------------------------- |
| Num                                | Coureur                         | Pos                        |
| 211                                | Gerald Ciolek (GER)             | 44e                        |
| 212                                | Alexander Kamp (DEN)            | AB                         |
| 213                                | Alex Kirsch (LUX)               | 52e                        |
| 214                                | Mads Pedersen (DEN)             | 39e                        |
| 215                                | Michael Reihs (DEN)             | 135e                       |
| 216                                | Sven Reutter (GER)              | AB                         |
| 217                                | Michael Carbel Svendgaard (DEN) | 117e                       |
| 218                                | Jonas Tenbrock (GER)            | AB                         |
| Directeur sportif : André Steensen |                                 |                            |

| Topsport Vlaanderen-Baloise TSV       | Topsport Vlaanderen-Baloise TSV | Topsport Vlaanderen-Baloise TSV |
| ------------------------------------- | ------------------------------- | ------------------------------- |
| Num                                   | Coureur                         | Pos                             |
| 221                                   | Amaury Capiot (BEL)             | 58e                             |
| 222                                   | Floris De Tier (BEL)            | 49e                             |
| 223                                   | Tim Declercq (BEL)              | 43e                             |
| 224                                   | Maxime Farazijn (BEL)           | 141e                            |
| 225                                   | Preben Van Hecke (BEL) (Route)  | 87e                             |
| 226                                   | Gijs Van Hoecke (BEL)           | 76e                             |
| 227                                   | Kenneth Van Rooy (BEL)          | 114e                            |
| 228                                   | Pieter Vanspeybrouck (BEL)      | 72e                             |
| Directeur sportif : Walter Planckaert |                                 |                                 |

| Wanty-Groupe Gobert WGG                      | Wanty-Groupe Gobert WGG  | Wanty-Groupe Gobert WGG |
| -------------------------------------------- | ------------------------ | ----------------------- |
| Num                                          | Coureur                  | Pos                     |
| 231                                          | Simone Antonini (ITA)    | 94e                     |
| 232                                          | Robin Stenuit (BEL)      | AB                      |
| 233                                          | Jérôme Baugnies (BEL)    | 65e                     |
| 234                                          | Dimitri Claeys (BEL)     | 12e                     |
| 235                                          | Marco Marcato (ITA)      | 19e                     |
| 236                                          | Tom Devriendt (BEL)      | 96e                     |
| 237                                          | Kévin Van Melsen (BEL)   | 108e                    |
| 238                                          | Frederik Veuchelen (BEL) | AB                      |
| Directeur sportif : Hilaire Van der Schueren |                          |                         |

| Verandas Willems VWT               | Verandas Willems VWT     | Verandas Willems VWT |
| ---------------------------------- | ------------------------ | -------------------- |
| Num                                | Coureur                  | Pos                  |
| 241                                | Joeri Calleeuw (BEL)     | 115e                 |
| 242                                | Sander Cordeel (BEL)     | 50e                  |
| 243                                | Jan Ghyselinck (BEL)     | 130e                 |
| 244                                | Stef Van Zummeren (BEL)  | 48e                  |
| 245                                | Brecht Dhaene (BEL)      | 26e                  |
| 246                                | Timothy Dupont (BEL)     | 41e                  |
| 247                                | Christophe Prémont (BEL) | AB                   |
| 248                                | Kai Reus (NED)           | 71e                  |
| Directeur sportif : Sammie Moreels |                          |                      |